# 日圓無擔保隔夜利率
日圓無擔保隔夜利率（日语：／ mu tanpo kōru yokujitsu-mono kinri */?），又稱東京隔夜平均利率（作為無風險利率）、無擔保隔夜 O/N 利率，指日本金融機關在1年期以下的所謂短期資金借貸市場（拆款市場）中，無需提供擔保，並於成交翌日返還的無擔保隔夜拆款利率，特指其加權平均値。屬於短期金融市場中的利率之一。無擔保隔夜拆款市場自1985年7月創設。
2016年12月28日，該利率被指定為日圓的隔夜無風險利率，在此場合下稱為 TONA。因應倫敦銀行間拆款利率（LIBOR）即將終止發布，日本以TONA作為LIBOR的替代利率指標。

## 日本銀行的目標利率
日本的貨幣政策過去主要以日本銀行（中央銀行）向商業銀行融通資金的利率「公定步合」作為政策利率，但自1994年10月17日利率自由化後，銀行資金調達主要透過短期金融市場進行，因此改為透過市場利率操作進行干預，無擔保隔夜利率取代公定利率，成為政策利率的指標。自2013年4月4日起，操作目標由無擔保隔夜利率改為貨幣基底。
儘管利率本身非為零，當利率極低時，扣除支付給短資公司的中介費用後，實質利率幾近於零（但名目利率仍非零）。

### 目標利率推移
日本銀行對無擔保隔夜利率的目標利率推移如下：
- 1998年9月9日 - 0.25%[10]

1995年～2010年的無擔保隔夜利率推移（紅色：月平均，桃色：目標利率）

- 1999年2月15日 - 最初為0.15%，之後進一步引導至約0%（開始零利率政策）[11]
- 2000年8月11日 - 0.25%（一度解除零利率政策）[11]
- 2001年2月28日 - 0.15%（再次實施零利率政策）
- 2001年3月19日 - 無目標利率。但實際上約為0%。開始量化寬鬆政策[12]
- 2006年3月9日 - 0%[13]
- 2006年7月14日 - 0.25%（解除零利率政策）
- 2007年2月21日 - 0.5%
- 2008年10月31日 - 0.3%[14]
- 2008年12月19日 - 0.1%（再次實施零利率政策。因應聯邦準備理事會（FRB）實施事實上的零利率政策）
- 2010年10月5日 - 0.0～0.1%
- 2013年4月4日 - 廢除目標利率。但實際約為0%。日本銀行改以公開市場操作中的貨幣基底為操作目標。[8]
- 2024年3月19日 - 約0.0～0.1%[15]
- 2024年8月1日 - 約0.25%[16]
- 自2016年1月29日至2024年3月19日，日本實施了附帶負利率的量化與質化寬鬆政策（負利率政策）[8]，無擔保隔夜利率也轉為負利率[6]。

## 以本利率為基礎的金融商品

### 日圓隔夜利率交換
日圓隔夜指數交換（OIS）採用日本銀行公布的無擔保隔夜 O/N 利率（最終値）作為參照利率。
此外，透過 OIS 實際成交値與報價（瀑布法）計算出的期限利率（TORF，分別有1M、3M、6M）被作為後LIBOR時代的參照利率。由於TONA僅反映單日交易，並無利率期間結構，且其複利利率不適用於先決或後決結算，儘管OIS流動性不足，仍被視為貸款利率與利率衍生商品之適用參照指標。ISDA亦指定後決複利TONA為LIBOR的替代利率；日本銀行也同樣將其作為衍生商品的首選參照指標。

### SOFR/TONA 基差利率交換
以美元SOFR與日圓TONA為基礎的基差利率交換。

### 無擔保隔夜利率期貨（TONA期貨）
大阪交易所與東京金融交易所發行以 TONA 3個月複利為標的的無擔保隔夜利率期貨。

## TONA複利關聯指標
QUICK公司發布以下指標：
TONA Averages
將TONA進行日複利計算所得之利率，期間分別為30日、90日、180日。
TONA Index
假設於2017年6月14日以100圓投入TONA所形成之資產價值變化指數。

## 關聯項目
- 聯邦資金利率 - 美國的隔夜短期拆款利率
- SOFR（擔保隔夜融資利率）
- 日本經濟
- 政策利率
- 貨幣政策
- 貨幣基底